# Чатал Хојук
Чатал Хојук (тур. Çatal Höyük [tʃaˈtaɫhøjyc]) или Чатал Хујук (тур. Çatal Hüyük) археолошко је насеље из млађег каменог доба.
Смештено у Анадолији, а настало око 6900. године пре нове ере, ово насеље потиче из фазе између преткерамичке и керамичке фазе. Простирало се на површини од око 170 хиљада квадратних километара, а у њему је живело око 5.000 становника просечне старости од 30 година. Цивилизација је постојала у мађем каменом добу, пре појаве писма, али су оставили доказе софистицираног друштва које је неговало уметност и имало посебне ритуале, а друштвена хијерархија није постајала. Верује се да су становници ван градских зидина узгајали бројне културе, од жита до лешника.
Насеље је доживело највећи процват између 6250. и 5400. године п. н. е.

## Насеље
Структура насеља није ни налик ни једном другом познатом граду. Нису постојали путеви и улице већ је град био изграђен попут кошнице. У град се улазило помоћу мердевина, а куће су биле слепљене једна уз другу.
Насеље је збијеног типа са међупростором који је служио за отпатке. Људи су живели у четвртастим кућама површине од око 25 m², које су грађене од блокова сушене глине, са само једном просторијом и без темеља. Подови и зидови су били обложени иловачом, а у куће се улазило са крова. На крову су се обављали свакодневни послови. На источним зидовима се налазио банак који је могао бити седиште или место за лежање. На северној страни било је смештено огњиште. У нишама у кућама откривена је декорација, а улази су често били украшени лобањама бикова.

## Сахрањивање
Овде су присутни снажни религијски симболи који указују на борбу светла и мрака. На зидовима су нацртане главе бика, као и други ловачки прикази, људски ликови у својству богова итд. Гробови су се налазили испод кућних подова. Сахрањивање је вршено у згрченом положају, са лицем окренутим према унутрашњости просторије. Месо је прие покапања бивало скинуто са костура (секундарно сахрањивање). Делови женских костура су често били обојени у окер, плаву или зелену боју, а потом умотавани у рогожине и тако покапани. По правилу је било много гробних прилога (глинених печата, зрна од полудрагуља или ливеног бакра, дрвених посуда, текстила итд.) Од прилога у женским гробовима јављају се накит, козметички прибор и предмети израђени од костију у облику кашике, а у мушким оружје и правоугаони предмети од глине на којима је једна страна декорисана (пинтадере односно печати).

## Пластика
У нишама кућа откривена је антропоморфна пластика. Углавном су то представе жена, са наглашеним атрибутима плодности, у различитим положајима (стојећи, седећи, на постољу...)
Откривене су и мушке фигуре које се приказују углавном са биком, као мушким симболом, док је женски пантер или мачка.
У нишама су откривене и фреске са апстрактним представама, симболичким приказима знакова или оруђа, отисцима руку као и сценама из стварног живота, попут сцена лова, ритуала, портрета...

## Рани халколит
У рани халколит датују се бројне су зделе са заравњеним дном и са разгрнутим ободима и са стопом. Јављају се и форме крушколиких облика са издвојеним вратом, лоптастим реципијентом и заравњеним дном у облику диска и амфоре.
Керамика је другачија, богате композиције и префињеног орнамента, у односу на друге локалитете, попут Хацилара.